# سیارک ۲۲۲۲۲
سیارک ۲۲۲۲۲ (به انگلیسی: 22222 Hodios، نامگذاری:3156T-2) بیست و دو هزار و دویست و بیست و دومین سیارک کشف شده‌است که در ۳۰ سپتامبر ۱۹۷۳ کشف شد.
قدر مطلق سیارک برابر ۱۲٫۷۰ است.